# Майка България (площад във Велико Търново)
Майка България е централен площад във Велико Търново.
На 6 май 1935 г. на мястото на днешния площад е открит паметникът „Майка България“. Тогава мястото на което се е издигал паметникът е било в покрайнините на града, където са се събирали два основни пътя за Севлиево и Стара Загора. Площад „Майка България“ се намира между булевардите „Васил Левски“, „Независимост“, и „Христо Ботев“. През 1957 година се издава нов градустройствен план на града и зоната около някогашната Девическа гимназия се обособява като нов център на старопрестолния град. От 1966 г. до 1985 г. се построяват няколко обществени сгради – новата пощенска палата и тази на Община Велико Търново.
През 1974 година на югоизточната страна на плошада се построява кино „Полтава“.

## Обекти
- Община Велико Търново
- Сградата на Военен клуб[7] известна като сграда на „Офицерско събрания“[8]
- Сградата на старата градска баня
- Сградата на събореното кино „Полтава“
- Сградата на НЗОК (бивша сграда на Карачорови)
- Паметник „Майка България“